# 여자 창던지기 대한민국 기록 추이
여자 창던지기 대한민국 기록 추이는 다음과 같다.
| # | 기록   | 차이     | 선수   | 소속     | 날짜         | 대회명                                                              | 개최지              | 경기장                        | 주석 및 기타                                            | 동영상 |
|   | 34m 91 |          | 이혜자 | 이화여고 | 1964. 05. 10 | 전국 육상 선수권 대회 겸 동경 올림픽 파견 육상 선수 제3차 선발 대회 | 대한민국 서울       | 효창운동장                    | 종전 33.65                                              |        |
|   | 46m 56 | +        | 이복순 | 남성여고 | 1968. 07. 29 | 전국남녀고교육상선수권대회                                          | 대한민국 서울특별시 | --                            | 종전 43.4                                               |        |
|   | 50m 86 |          | 장선희 | 공주사대 | 1985. 06. 08 | 제39회 전국 남녀대학대항 육상경기 대회                              | 대전 공설 운동장    | 종전 49.48 75년 이복순 건국대 |                                                         |        |
|   | 53m 56 | -        | 장선희 |          | 1986. 06. 21 | 제67회 전국 체육 대회                                               | 대한민국 서울       | 올림픽 주경기장               | 번외경기. 종전 52.70                                    |        |
|   | 55m 20 | + 8cm    | 이정자 | 한국체대 | 1990. 05. 02 | 제19회 전국 종별 육상 경기 선수권 대회                              | 대한민국 서울       | 올림픽 주경기장               | 종전(자신 1989년 55. 129월 56.76)                       |        |
|   | 56m 76 | + 80cm * | 이영선 | 충북체고 | 1991. 09. 12 | 제20회 전국 남녀 중고 육상 대회                                     | 대한민국 성남       | 성남 공설 운동장              | 종전 55.96 4월                                          |        |
|   | 57m 48 | + 72cm   | 이영선 | 충북체고 | 1991. 10. 08 | 제72회 전국 체육 대회                                               | 대한민국 전주       | 전주공설운동장                | 여고부 결승 3차 시기. 종전(이영선 9월 56.76)            |        |
|   | 57m 94 | + 46cm   | 이영선 | 충북체고 | 1991. 10. 08 | 제72회 전국 체육 대회                                               | 대한민국 전주       |                               | 여고부 결승 5차 시기.                                   |        |
|   | 63m 32 | +5.38m   | 이영선 | 한국체대 | 1992. 04. 17 | 제46회 전국 남녀 대학 대항 육상 경기 대회                           | 대한민국 성남       | 성남공설운동장                |                                                         |        |
|   | 60m 43 | +        | 장정연 | 익산시청 | 2004. 04. 09 | 제8회 전국실업육상경기선수권대회                                    | 대한민국 부천       | 부천종합운동장                | 종전:2002년 10월 부산아시안게임에서 이영선이 세운 58.97 |        |
|   | 60m 92 | + 49cm   | 장정연 | 익산시청 | 2004. 04. 22 | 제33회 전국 종별 육상 경기 선수권 대회                              | 대한민국 제천       | 제천 종합운동장               |                                                         |        |

## 같이 보기
- 여자 창던지기 세계 기록 추이
- 남자 창던지기 대한민국 기록 추이
- 남자 창던지기 세계 기록 추이